# Stavangers domprosteri

Prosterier i Stavangers stift. Det svarta området på kartan är Stavangers domprosteri.

Stavangers domprosteri (norska: Stavanger domprosti) är ett kontrakt (prosteri, norska: prosti) i Stavangers stift inom Norska kyrkan. Kontraktet omfattar de centrala delarna av staden Stavanger i Stavangers kommun i Rogaland fylke i sydvästra Norge.

## Socknar
Stavanger domprosteri består av åtta socknar (norska: sokn eller sogn), samtliga inom Stavangers kyrkliga samfällighet (norska: kirkelige fellesråd):
- Bekkefarets socken
- Domkirken og St. Petri socken
- Hundvågs socken
- Kampens socken
- St. Johannes socken
- Stokka socken
- Tjensvolls socken
- Vardens socken